# Fútbol Club San Marcos (Áncash)
El Fútbol Club San Marcos o FC San Marcos es un club de fútbol peruano del Distrito de San Marcos, Provincia de Huari, Departamento de Áncash, en el norte del país. Fue fundado en 2022 y desde 2024 participa en la Liga 2, la segunda división del fútbol peruano, tras ser subcampeón de la Copa Perú 2023.

## Historia

### Copa Perú 2023
Fundado en el año 2022, en el pueblo ancashino de San Marcos, provincia de Huari. Ha sido campeón de la liga provincial y de la liga departamental de Áncash en 2023. Ascendió a la Liga 2 el 19 de noviembre de 2023, tras vencer 2 a 1 al Defensor Porvenir de Trujillo. Tras un buen desempeño en las fases finales de la Copa Perú, el 26 de noviembre, fue subcampeón de la Copa Perú tras caer 3-1 frente al Asociación Deportiva Agropecuaria de Jaén.

#### Octavos de final
| 29 de octubre | Unión Santo Domingo | 0:0     | FC San Marcos | San Luis, Bagua Grande         |                                |
| 13:00         |                     | Reporte |               | Árbitro(s): Jhonnathan Najarro | Árbitro(s): Jhonnathan Najarro |

| 5 de noviembre | FC San Marcos                                                | 3:1 (2:0) | Unión Santo Domingo | Rosas Pampa, Huaraz |  |
| 15:00          | Jair Yglesias 4' · José Enrique Rojas 39' · Yordy Guerra 82' | Reporte   | Kevin Vásquez 69'   |                     |  |

#### Cuartos de final
| 19 de noviembre | Defensor Porvenir        | 1:2 (1:1) | FC San Marcos                                   | Iván Elías Moreno, Lima  |                          |
| 15:00           | Adrián Mujica 26' (pen.) | Reporte   | Jair Yglesias 45+5' (pen.) · Félix Barahona 71' | Árbitro(s): Joel Alarcón | Árbitro(s): Joel Alarcón |

#### Semifinales
| 22 de noviembre                                                        | FC San Marcos | 2:2 (0:0) (6:5 p.)         | Juan Pablo II College | Iván Elías Moreno, Lima  |                          |
| 15:00                                                                  | José Enrique Rojas 53' · Fabio Rojas 59'                                                                                         | Reporte                    | Jhonny Carbajal 86' · Josué Cánova 90+3'                                                                                       | Árbitro(s): Daniel Ureta | Árbitro(s): Daniel Ureta |
|                                                                        | | Tiros desde el punto penal | |                          |                          |
|                                                                        | Jair Yglesias · Héctor Campos · Fabio Rojas · Félix Barahona · Michael Layza · Bremen Horna · Joaquín Carranza · Arley Velásquez |                            | Gustavo Aliaga · Jhonny Carbajal · César Torres · Guillermo Echeandía · Eduardo Burga · Josué Cánova · Luis Chuna · Alan Núñez |                          |                          |
| Juan Pablo II College fue el primero en patear en la tanda de penales. | |                            | |                          |                          |

#### Final
| 26 de noviembre | FC San Marcos         | 1:3 (0:2) | ADA de Jaén                                                    | Iván Elías Moreno, Lima  |                          |
| 14:00           | Fabio César Rojas 72' | Reporte   | Andy Huamán 32' · Carlos Enrique León 41' · Cristian Pérez 87' | Árbitro(s): Joel Alarcón | Árbitro(s): Joel Alarcón |

### Liga 2
Debutó en la Liga 2, el 16 de abril de 2024, con una victoria de 2 - 0 sobre el club Pirata FC de Chiclayo.

## Uniforme
- Uniforme titular: Camiseta blanca con franjas verdes, pantalón blanco y medias verdes.
- Uniforme altenativo: Camiseta verde con franjas negras, pantalón verde y medias negras.
- Tercer uniforme: Camiseta, pantalón y medias negras.
- Cuarto uniforme: Camiseta, pantalón y medias rojas.

### Evolución del uniforme

#### Titular
| 2024 | 2025 |

#### Visitante
| 2024 | 2025 |

#### Tercera
| 2024 | 2024 |

### Indumentaria y patrocinador
| Periodo   | Kit         |
| --------- | ----------- |
| 2022-2023 | Atlos       |
| 2024      | Ander Sport |

| Período | Patrocinador |
| ------- | ------------ |
| 2024    | -            |

## Jugadores

### Máximos goleadores
| Jugador        | Edad | Goles | Part. | Prom. |
| -------------- | ---- | ----- | ----- | ----- |
| Yoffre Vásquez | 33   | 13    | 21    | 0.62  |

### Máximos asistidores
| Mario Velarde                                           | 34 | 7 | 22 |
| Actualizado el 20 de octubre de 2024. Fuente: Flashcore |    |   |    |

## Entrenadores
- Eduardo Vargas (2023-2024)
- Nolberto Solano (2024-2024)

## Estadio
- Rosas Pampa. Ubicado en la ciudad de Huaraz, a 3 horas de San Marcos, se localiza a una altitud de 3040 m s. n. m. Alberga los partidos de la Copa Perú de los clubes Sport Rosario y Sport Áncash. Tiene una capacidad de 20;000 espectadores. Fue inaugurado en el año 1945[1]
- Rubén Alfaro Guardia. Localizado en el pueblo de San Marcos, a una altitud de 2800 m s. n. m. cuenta con una capacidad de 1500 personas y una superficie de césped sintético.

## Directiva
- Presidente: Airton Mariluz Velázquez
- Vicepresidente: Lenin Regalado Domínguez
- Secretario de actas: David Oscar Zambrano Anaya
- Secretario de deporte: Julio Ugarte Zorrilla
- Tesorera: Yesenia Tucto Cueva
- Imagen: Ricardo Pajuelo Ascencios

## Palmarés

### Torneos nacionales
| Competición nacional | Títulos | Subcampeonatos |
| -------------------- | ------- | -------------- |
| Copa Perú            | -       | 2023           |

### Torneos regionales
| Competición regional         | Títulos | Subcampeonatos |
| ---------------------------- | ------- | -------------- |
| Liga Departamental de Áncash | 2023    | -              |
| Liga Provincial de Huari     | 2023    | -              |
| Liga Distrital de San Marcos | 2023    | -              |